# 永寧縣 (台州)
永寧縣，唐高宗上元二年析臨海縣置，屬台州臨海郡，天授元年更名黃巖縣。有鐵，有鹽，在今浙江省台州市。